# 美濃福岡站
美濃福岡站（日语：／ Mino Fukuoka eki */?）是位於岐阜縣惠那郡福岡町（現時：中津川市），北惠那鐵道北惠那鐵道線的鐵路車站（廢站）。

## 歷史
- 1924年（大正13年）8月5日]]：北惠那鐵道線開通，此站啟用[1]。
- 1936年（昭和11年）12月：位於此站內的福岡變電站中，電動發電機發生火災（原因是雷電）導致受損，全線暫停營運。後來借用駄知鐵道和笠原鐵道的蒸氣機車後，全線重開。
- 1937年（昭和12年）2月：福岡變電站修復完成，再次使用電動列車行走。
- 1978年（昭和53年）9月18日：北惠那鐵道線廢除，此站也被廢除[1]。

## 車站設施
此站是地面車站，設有2面2線的相對式月台和木製站舍。截至廢站一刻，此站是有人車站。在開業當初，站內設有變電站。雖然在北惠那鐵道中，其他中途站也有交會設施設，但是在廢線前，只有此站才真正在列車交會的情況。
此站比較接近福岡町中心，因此站客量較多。

## 現狀
在1984年1月發售的（中日新聞社出版）中，記載了廢線5年後，於1983年10月拍攝此站遺址周邊的照片。從圖中可確認路軌遺跡。
車站遺址遺留了月台，後來隨著福岡町公所（現時：中津川市福岡綜合事務所）進行停車場擴展工程而撤走。在2004年（平成16年）12月14日，於車站遺址，即停車場一角處設置了紀念碑。

## 相鄰車站
北惠那鐵道
北惠那鐵道線
關戶－美濃福岡－栗本

## 注腳
1. 1 2  今尾惠介《日本鐵道旅行地圖帳》7號 北信越（新潮社、2008年）p.41

## 相關項目
- 日本鐵路車站列表 Mi